# Falusugatag
Falusugatag (románul: Sat-Șugatag, jiddisül שוגאטאג) falu Romániában, Máramaros megyében, a történeti Máramarosban.

## Fekvése
Máramarosszigettől 17 kilométerre délre, a Mára partján, a Gutin-hegység lábánál fekszik.

## Nevének eredete
Nevét patakjáéról kapta, az pedig valószínűleg a magyar súg ige származéka (a patak mai neve Tulburea). Először 1360-ban mint villa olachalis Sugatagfalva, majd 1365-ben mint Sugatagh tűnik fel.

## Története
1360-ban Dragoș kenéz, későbbi moldvai uralkodó kapta földesúri birtokként Nagy Lajostól. A Drágfiak 1555-ös fiúági kihalása után a kincstár és különböző nemesi családok tulajdonában álló jobbágyfalu volt. A határában művelt sóbányából fejlődött ki Aknasugatag.
A falu híres szűcsközpont volt, és lakói fonott hátikosarakat állítottak elő.
1838-ban 621 görögkatolikus vallású lakosa volt.
1880-ban 862 lakosából 812 volt román és 32 német (jiddis) anyanyelvű; 830 görögkatolikus és 26 zsidó vallású.
2002-ben 1263 lakosából 1181 volt román és 76 cigány nemzetiségű; 1144 ortodox, 58 görögkatolikus és 52 baptista vallású.

## Nevezetességek
- Fatemploma 1642-ben, egy korábbi templom alapjain, tölgyfából készült. Belsejét 1812-ben Vasilie Falunevici festette ki, de ebből csak részletek maradtak fenn. A hajó mennyezetének festményei a 19., a szentély festményei a 20. századból valók. 1969–70-ben műemlékileg helyreállították.
- Hora din Șopru ('tánc a fészerben') néptáncfesztivál (évente)

## Híres emberek
- Itt született 1846-ban Tit Bud néprajzkutató.